# Лакказа
Лакказа (EC 1.10.3.2, пара-бензендиол:кислород оксидоредуктаза, п-дифенол оксидаза) — фермент, относящийся к оксидазам. Катализирует ряд реакций окисления ароматических и неароматических соединений. Содержит медь, связанную имидазольными группами гистидина. Встречается во многих микроорганизмах, грибах, растениях. Лакказы из различных организмов могут существенно отличаться по своим свойствам.
Лакказа была открыта Х. Ёсидой в 1883 году при исследовании выделений лакового дерева, быстро твердеющих на воздухе. Название ферменту было дано позже, в 1894 году, французским биохимиком Габриелем Бертраном, впервые выделившим и очистившим лакказу. Впоследствии было описано и подробно изучено множество различных лакказ из различных источников. Так, по состоянию на 2013 год, у сотен организмов описан и расшифрован ген, отвечающий за лакказу.

## Каталитические свойства
Типичная катализируемая реакция: 4 молекулы гидрохинона + O2 → 4 молекулы 1,4-бензохинона + 2 H2O.
Типичный реакционный цикл фермента превращает одну молекулу кислорода в две молекулы воды, при этом окисляются 4 молекулы субстрата. В результате реакции некоторые субстраты могут димеризоваться или полимеризоваться. В качестве субстата могут выступать различные фенолы, ароматические амины и даже ионы металлов. Окисленные соединения могут выступать в роли посредников и окислять другие соединения. Лакказы имеют низкую субстратную специфичность, что позволяет им окислять разнообразные связи лигнина. Константа Михаэлиса для окисления фенолов и ароматических аминов обычно порядка миллимолей.

## Структурные свойства
Лакказа относится к семейству оксидаз, содержащих несколько атомов меди (англ. multicopper oxidase family). Наиболее близкими к лакказе ферментами являются человеческий церулоплазмин, растительная аскорбатоксидаза, металлоксидаза дрожжей Fet3p.
Окислительный центр лакказы содержит blue copper-binding site (T1), включающий в себя ион меди, связанный с двумя радикалами гистидина и одним — цистеина, иногда также с одним радикалом метионина. Кислород-редуцирующий центр представляет собой trinuclear copper site (TNC), состоящий из пары антиферромагнитно-соединённых ионов меди, связанных с гистидинами (сайт T3) и из иона меди, связанного с парами гистидин/вода (сайт T2). Электроны из Т1 поступают в Т3 по цистеин-гистидиновому мостику.

## Значение в природе
В природе широко распространены лакказы и лакказо-подобные ферменты, которые участвуют в синтезе лигнина у растений, разложении лигнина грибами, в процессах детоксикации, окислительного стресса, в патогенезе растений, в росте и развитии ризоморф, синтезе предшественников меланина и других явлениях. Лакказы и другие подобные ферментные системы, присутствующие в лучистых грибках, содействуют образованию гумуса и других гумусоподобных веществ.

## Использование
Лакказы используются в биотехнологических процессах, таких как биоремедиация и детоксикация загрязнённых почв и стоков, органический катализ, получение синтетических волокон из древесины. Используются также в пищевой и пивоваренной промышленности для улучшения свойств теста, улучшения вкусовых качеств пива и продления сроков годности соков за счёт торможения процессов окисления полифенолов в них.